# Bovec (cidade)
Bovec é uma cidade da Eslovênia que funciona como centro administrativo do município homônimo. Possuía uma população estimada de 1 586 habitantes em 2020.